# فيرلي (فيرمونت)
فيرلي (بالإنجليزية: Fairlee, Vermont) هي بلدة تقع في مقاطعة أورانج (فيرمونت) بولاية فيرمونت في الولايات المتحدة. تأسست عام 1761، تبلغ مساحتها 55 (كم²)، وترتفع عن سطح البحر 421 م، بلغ عدد سكانها 967 نسمة في عام 2000 حسب إحصاء مكتب تعداد الولايات المتحدة وتصل الكثافة السكانية فيها 18.5 نسمة/كم2.

## أعلام
- جيفري هارت
- جورج دبليو. موريسون

## وصلات خارجية
- http://www.fairleevt.org/ نسخة محفوظة 8 نوفمبر 2012 على موقع واي باك مشين.
- The US50 - Cities and Towns in Vermont State
- Vermont Cities and Towns, Facts, Map, Flag, Colleges, Government, and More